# Islas Vitu
Las Islas Vitu (anteriormente Islas Francesas, o también Islas Witu) son un grupo volcánico marino con un área de 96 kilómetros cuadrados (37,1 mi²) situada en el mar de Bismarck frente a Nueva Bretaña, en el suroeste del océano Pacífico. Técnicamente no se conisderadan parte del circundante archipiélago de Bismarck. Administrativamente forman parte de Papúa Nueva Guinea. Las principales islas son Unea (Bali o Uneapa) y Garove (Vitu propiamente dicho o Big Witu), ambas montañosas y rodeadas por otras islas de menores proporciones. La distancia entre Garove o Big Vitu, y el extremo norte de la península de Willaumez (Talasea) es de unos 65 kilómetros (40,4 mi).
Cinco de las islas Vitu están habitadas, con una población total de aproximadamente 11 mil personas. El grupo era el principal centro de copra de Papúa Nueva Guinea, aunque el cacao es ahora el principal cultivo cosechado debido a los bajos precios disponibles para la copra. 

## Geografía
Las islas Vitu están situadas al noroeste de la península de Willaumez, en la costa norte de Nueva Bretaña. La isla de Unea se encuentra a unas 40 kilómetros (24,9 mi) al sureste del grupo principal. El resto de las islas están más cerca: Mundua (Ningau) situada a 10 kilómetros (6,2 mi) al noroeste de Garove,: 20  y Naragé a unos 24 kilómetros (14,9 mi) al noroeste de Mundua. Constituyen la extensión final de la cadena de picos subacuáticos en el Arrecife Ottilian (Arrecife Attiliano) a 22 kilómetros (13,7 mi) dirección noroeste de la más distante isla Naragé, este último casi totalmente sumergido en todos los niveles de marea y por su situación, peligroso para la navegación marina. A veces, el arrecife Whirlwind sumergido, situado a 58 kilómetros (36,0 mi) más al suroeste del arrecife Ottilian, se incluye en el arco de las islas Vitu.
Las islas Vitu se componen de picos oceánicos volcánicos, rodeados de arrecifes, no atolones, y por lo tanto son muy fértiles. Las islas Vitu, junto con la península Willaumez y los volcanes de la costa norte entre las penínsulas Willaumez y Gazelle pertenecen a la sección oriental del arco volcánico de Bismarck. Estos volcanes forman los Volcanes Kimbe y consisten en flujos de lava, intrusivos de alto nivel, piroclásticos puros y piroclásticos reelaborados. Se forman sobre la Zona Benioff de Nueva Bretaña, que desciende abruptamente hacia el norte y, por lo tanto, sus tipos de rocas varían sistemáticamente a lo largo del arco.
La isla principal, Garove, tiene una superficie de 40 kilómetros cuadrados (15,4 mi²), mientras que el resto de las islas suman un área de aproximadamente 10 kilómetros cuadrados (3,9 mi²).: 20 . Es una isla volcánica que ha volado su cima, dejando un borde exterior de crestas montañosas alrededor de una caldera. En el lado sur de las montañas hay una abertura en la falda de la cresta de aproximadamente un kilómetro de ancho que une el antiguo lago del cráter directamente con el mar. La abertura es llamada havana kapou: 'boca grande'. Debido al derrumbe de la falda volcánica, la isla tiene forma de herradura con un gran puerto en el medio de la bahía principal.
Los tipos de rocas de la región de Bali-Vitu han sido el foco de atención geológica debido a su heterogeneidad compositiva tanto entre las islas como dentro de ellas. La isla de Uneapa alberga una amplia selección de rocas volcánicas, más comúnmente basaltos y andesitas con alto contenido de sílice. No hay cráteres en la cumbre de los tres volcanes posteriores a la caldera: el monte Kumbu (597 metros (1958,7 pies)), el monte Tamangone (529 metros (1735,6 pies)) y el monte Kumburi (495 metros (1624,0 pies)); en cambio, sus conos están compuestos por afloramientos de lava que forman acantilados en forma de coulees andesíticos. La andesita de estos acantilados tiene juntas columnares y es de grano muy fino, causada por el rápido enfriamiento y el flujo restringido de la lava.: 129 

## Vulcanismo

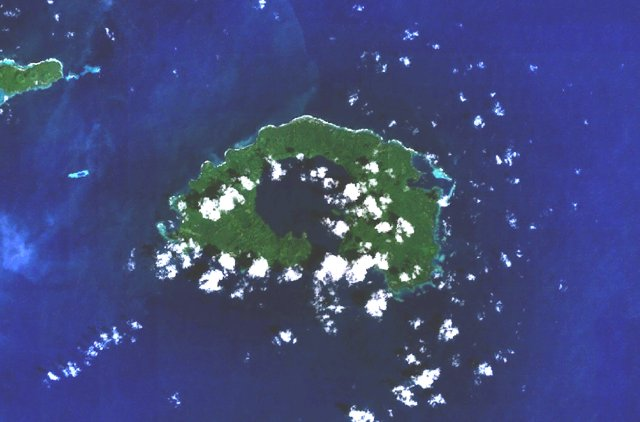
Imagen satelital de la isla de Garove, la principal de las islas Vitu.

La caldera central de la isla de Garove no tiene más de mil años. La falta de erosión en las vecinas islas de Mundua y Naraga sugiere que estas islas también son de formación reciente. La evidencia geológica sugiere que el volcán Garove ha estado activo en los últimos centenares de años y que ha habido uno o quizás dos períodos de colapso de la caldera.
Naragé, una de las islas de menor tamaño que es un remanente volcánico posterior a la erupción explosiva de unas 21 hectáreas (52 acre) de lo que era una isla de 61 hectáreas (151 acre) previo a la erupción que ocurrió aproximadamente en 1892. El tsunami resultante alcanzó los 100 metros al impactar en Ningau, aniquilando a todas menos dos personas de la aldea más baja de las tres, Goru, (estuvieron ausentes en Garove) y causó importantes perturbaciones y reducción de la población en una amplia zona del norte costeras de Nueva Bretaña y muy posiblemente Nueva Guinea y el grupo de islas occidentales, además de otras islas. Una ola de tal magnitud habría convertido la ola de Itapé de 1997 en poco más que un arrecife o un rompiente en la costa.[cita requerida]
Narage es una pequeña isla boscosa y la más septentrional de las islas Vitu. Narage es la cumbre de un estratovolcán del Pleistoceno que muestra una fuerte actividad térmica, y fue incluido en el Catálogo de Volcanes Activos del Mundo en base a su actividad geotérmica. A lo largo de las costas SE y SO se encuentran manantiales hirvientes y un géiser. Un arrecife marginal rodea la isla a una distancia de 200 metros (656,2 pies) a 400 metros (1312,3 pies) y encierra una estrecha laguna.

## Historia
En 1643 Abel Tasman fue el primer europeo en avistar las islas Vitu. En 1793, Bruni d'Entrecasteaux examinó las islas con mayor detalle. Previo al contacto alemán, Garove y las otras islas se dividían en varios territorios en gran medida endogámicos, cada uno de los cuales representaba una comunidad política distinta. Los territorios adyacentes solían ser hostiles entre sí y los períodos de guerra se alternaban con períodos de tregua incómoda. Incluso dentro de un territorio se producían enemistades entre personas de diferentes asentamientos; por eso la población rara vez visitaba comunidades donde no tuvieran parientes cercanos.: 24 
El reclutamiento laboral de neoguineanos comenzó en 1882, año en el que el subcomisionado británico para el Pacífico informó de la presencia de tres buques en aguas de Nueva Guinea. En 1883, este número aumentó a treinta, pero al año siguiente los alemanes anexaron el Kaiser Wilhelmsland y el archipiélago de Bismarck. En ese momento, el comercio de mano de obra británica llegó a su fin en la zona.

### Era alemana
En la época alemana, antes de la Primera Guerra Mundial, la Deutche New Guinea Kompanie fue la primera administradora del nuevo protectorado alemán y mantuvo el estatuto administrativo hasta 1899. El gobierno imperial dio un amplio apoyo de capital a la empresa y le concedió el derecho exclusivo de adquirir extensas propiedades de tierra en las zonas costeras. Otto Finsch, en representación de la Compañía de Nueva Guinea, tomó posesión de la parte norte de Nueva Guinea y del archipiélago de Bismarck en octubre de 1884. Se detuvo brevemente en la isla de Mundua, donde compró algunos adornos. Lo acompañaba en su expedición Peter Hansen, un alemán naturalizado de origen danés.
Este era el lugar de residencia y la principal empresa de la samoana americana Reina Emma, cuya sede en el grupo de islas era la plantación Langu, en Vitu, y cuyo director, el danés Peter Hansen, se hizo bastante famoso por su séquito de concubinas, unas 26 en total. Hansen estableció su sede cerca de Peterhafen y comenzó a comerciar. Al principio compró cocos, pero rápidamente le enseñó a los Vitus a secar la copra al sol. Con el tiempo Hansen despertó hostilidad al enviar trabajadores chinos y de Nueva Irlanda a plantaciones de propiedad local para recolectar cocos. Los Vitus atacaron a Hansen, pero sus hondas y lanzas no eran rival para las armas de fuego. Hansen finalmente expulsó a los habitantes de Meto de sus asentamientos costeros y comenzó a delimitar una plantación en las tierras que habían abandonado. Los habitantes derrotados del Meta siguieron estas rutas migratorias y buscaron refugio con parientes en Potpot, Lama y Balangore.: 34 
Las relaciones de Hansen con los Vitus se deterioraron durante los últimos años del siglo XIX. La principal disputa de sus antepasados con Hansen fue por sus relaciones con las mujeres de Vitu. Los Vitus atacaron a Hansen nuevamente en 1904. Esta vez lograron expulsarlo de las islas. Por los siguientes diez años el gobierno alemán instituyó mejor liderazgo en las islas. Como resultado durante este período alemán, Vitus plantó gran cantidad de cocos como cultivos comerciales.

### Administración Australiana
La administración alemana de Nueva Guinea terminó en 1914. Después de que la administración australiana despidiera a los administradores de las plantaciones alemanas, la Junta Alemana de Expropiación asumió la responsabilidad de la administración de las plantaciones en Nueva Guinea. Tras la expulsión de los alemanes después de la Primera Guerra Mundial, el grupo de islas fue adquirido por el grupo comercial insular Burns Philp. Pero el precio de la copra cayó en el período inmediato de posguerra y se pudieron encontrar pocos compradores. No fue hasta 1926, cuando el mercado se había recuperado algo, que se vendieron las plantaciones de Vitu. Un propietario privado compró Langu, la única plantación en el oeste de Garove, mientras que Burns Philp Ltd. se apoderó de las plantaciones que comprendían Lama, Meto, Ilia y Langu en Garove y Ningau como la plantación entera para Mundua-Naragé. 
En la época de la administración australiana, las mujeres participaban en actividades de cultivos comerciales. Este cambio en los roles de las mujeres se debió en parte a la mayor seguridad que tenían frente a los secuestros después de la pacificación y en parte a una situación económica mundial que alentó a una gran proporción de la fuerza laboral masculina a abandonar las islas. gran cantidad de cocos como cultivos comerciales.
Después de la Primera Guerra Mundial, los pobladores adquirieron cultivos alimentarios para reemplazar la taro colocosia, que todavía sufría de plagas. Durante los años 1920, los pobladores adoptaron una especie de taro blanco, conocida localmente como singapo. Este último reemplazó rápidamente al Xanthosoma, una variedad de sabor menos agradable que se había introducido durante la época alemana. La yuca se convirtió en un importante alimento complementario. 
Las misiones tuvieron una influencia menos notoria a la hora de catalizar el cambio social en Vitu que en otras zonas de Melanesia porque, cuando el primer sacerdote católico llegó a Unea en 1935, Vitu ya había estado sujeto a la influencia europea durante más de cuarenta años. Los elementos sincréticos parecen haber estado presentes en la religión de Vitu incluso antes de la llegada de la Iglesia. Los cambios más significativos realizados durante los primeros días de la iglesia fueron la abolición de las penurias extremas impuestas a los dolientes tras la muerte de parientes cercanos y la prohibición de las figuras de culto de hombres enmascarados con siluetas violentas. En 1952 se estableció una misión católica en la isla de Vitu, dentro de la gran caldera que forma el puerto Johanne Albrecht.

### Invasión japonesa
Los japoneses establecieron su cuartel general en Meto y colocaron armas en terreno elevado. Los Vitus trasladaron sus asentamientos a las cimas de las colinas desde donde podían vigilar los aviones que pudieran bombardear las islas. Varias bombas cayeron sobre Vitu y tal vez una docena de personas fallecieron. Los japoneses reclutaron hombres de cada aldea para que trabajaran para ellos durante un período de dos semanas. Por lo demás, no solían interferir en la vida de Vitu. Los japoneses pagaron por sus alimentos y la escasez no se produjo hasta el final de la ocupación. Sin informar a Vitus de su intención, los japoneses abandonaron Vitu en una sola noche.
Un tsunami atravesó Witu en 1888 cuando el volcán Ritter cerca de Gloucester colapsó en el mar. La ola medía unos 50 pies (15,2 m) inmediatamente en el área del volcán, aproximadamente 25 pies (7,6 m) en la isla de Vitu y 6 pies (1,8 m) en Rabaul.

## Clima
El clima de Vitu es tropical y la temperatura varía entre aproximadamente 21° - 35 °C. La población divide el año en dos estaciones principales, una caracterizada por el monzón del sureste (ragi), la otra por el monzón del noroeste (ravara), y también reconocen períodos de transición cuando soplan vientos variables. 
El monzón del sureste dura de mayo a octubre. Durante este período llueve poco y el agua superficial se evapora. La sequía sólo se convierte en un problema grave si los cocos dejan de producir leche. El monzón del noroeste dura de noviembre a marzo. Durante este período caen fuertes lluvias. El mar está agitado y los fuertes vientos pueden destruir árboles y cocoteros.: 27 

## Lengua
En las islas Vitu se hablan dos dialectos. El dialecto principal lo hablan personas de la isla de Vitu y Mudua central y oriental, y también lo entienden y hablan bien personas de Mudua occidental. El segundo dialecto se limita a la mitad occidental de Mudua (específicamente, los pueblos de Karamata y Ragu) y las islas de Goru y Silenge. Los dos dialectos comparten entre un 90% y un 92% de similitud léxica.
Los isleños de la Uneapa hablan su propio idioma también llamado Uneapa. El dialecto criollo Tok Pisin rara vez se escucha entre los isleños de Uneapa y se usa principalmente para comunicarse con forasteros.

## Cultura
La organización política tradicional de Vitu estaba relacionada con patrones de ascendencia y alianza de la sociedad. Las islas estaban divididas en territorios hostiles, en gran medida endogámicos, cada uno de los cuales contenía dos o más grupos relativamente entrelazados compuestos por miembros de linajes estrechamente aliados. Las comunidades locales estaban formadas por parientes relacionados por cognación que eran miembros de linajes que se casaban entre sí.
El simbolismo del intercambio ceremonial en Vitu continúa reflejando valores de intercambio equilibrado de propiedades y personal entre linajes aliados. En la sociedad contemporánea, los patrones matrimoniales todavía incluyen la exogamia de clan y el intercambio recíproco de mujeres. Algunos jóvenes arreglan sus propios matrimonios, con líderes y ancianos del linaje enfocados en el futuro del matrilinaje como corporación terrateniente.
El entorno marino cercano a la costa de Unea es diverso. Hay extensos lechos de pastos marinos costeros en aguas de menos de 2 m, y arrecifes marginales poco profundos rodean la mayor parte de la isla. Estas aguas costeras son bastante turbias, especialmente en épocas de intensas precipitaciones debido a la escorrentía del suelo arcilloso que caracteriza la zona. Entre uno y dos kilómetros de la costa hay una serie de barreras de arrecifes sumergidas de lados empinados, y es en estos arrecifes donde se capturan los roundscads.

## Economía
Antes del contacto alemán, la población cultivaba muchas variedades de taro, su cultivo principal. También cultivaban caña de azúcar, plátanos y diversas variedades de hortalizas. Los hombres de familias extensas formaban una unidad cooperativa regular en el trabajo agrícola.: 27 
Los habitantes de las islas han visto una migración sustancial para trabajar en las plantaciones continentales, sin embargo, un aumento en la población continúa ejerciendo una presión sustancial sobre los suministros alimentarios y de construcción de las islas. La isla de Uneapa consta de 13 pueblos repartidos por la isla, la mayoría de las cuales fueron creadas bajo adminstración europea. La mayoría de los isleños son agricultores de subsistencia y los alimentos básicos que se cultivan son el ñame y el plátano. Las verduras, frutas y frutos secos, el pescado y los mariscos también forman parte de la dieta tradicional. La carne de cerdo generalmente sólo se consume en ocasiones sociales especiales. 